# Чехоград
Чехоград (чеськ. Čechohrad; у 1946—2023 роках — Новгоро́дківка) — село в Україні, у Семенівській сільській громаді Мелітопольського району Запорізької області. Населення становить 1180 осіб.

## Географія
Село розташоване на березі Каналу Р-9, на відстані 4 км від села Степне, за 25 км на захід від районного центру. Поруч проходить автошлях М14E58.

## Населення

### Мова
Розподіл населення за рідною мовою за даними перепису 2001 року:
| Мова            | Кількість | Відсоток |
| --------------- | --------- | -------- |
| російська       | 843       | 71.44%   |
| українська      | 155       | 13.14%   |
| інші/не вказали | 182       | 15.42%   |
| Усього          | 1180      | 100%     |

## Історія
Засноване село Чехоград 1869 року чехами-вихідцями з Богемії. Крім чеської, у селі була значна німецька діаспора. Більшість жителів села за віросповіданням були католиками та лютеранами
Станом на 1886 рік в колонії німців Чехоград Ейгенфельдської волості Мелітопольського повіту Таврійської губернії мешкало 515 осіб, налічувалось 95 дворів, існувала школа.
У 1921 році в селі була утворена комуна «Зоря», а 1929 року — перші колгоспи «Ческі працовнік» («Чеський працівник»), «Руді ролишк» («Червоний орач»), і «Орач».
У 1946 році село Чехоград отримало назву Новгородківка.
1958—1979 роки — період процвітання колгоспа-мільйонера «Україна», центральна садиба якого знаходилася в Новгородківці. Колгосп включав в себе села Полянівка, Степне, Мар'ївка, Золоту Долину і Верховину, обробляв 5554 га сільськогосподарських угідь, у тому числі 5125 га орної землі, чотири рази брав участь у ВДНГ СРСР і був удостоєний нагород Главвиставкома. У 1979 році колгосп «Україна» був розукрупнений.

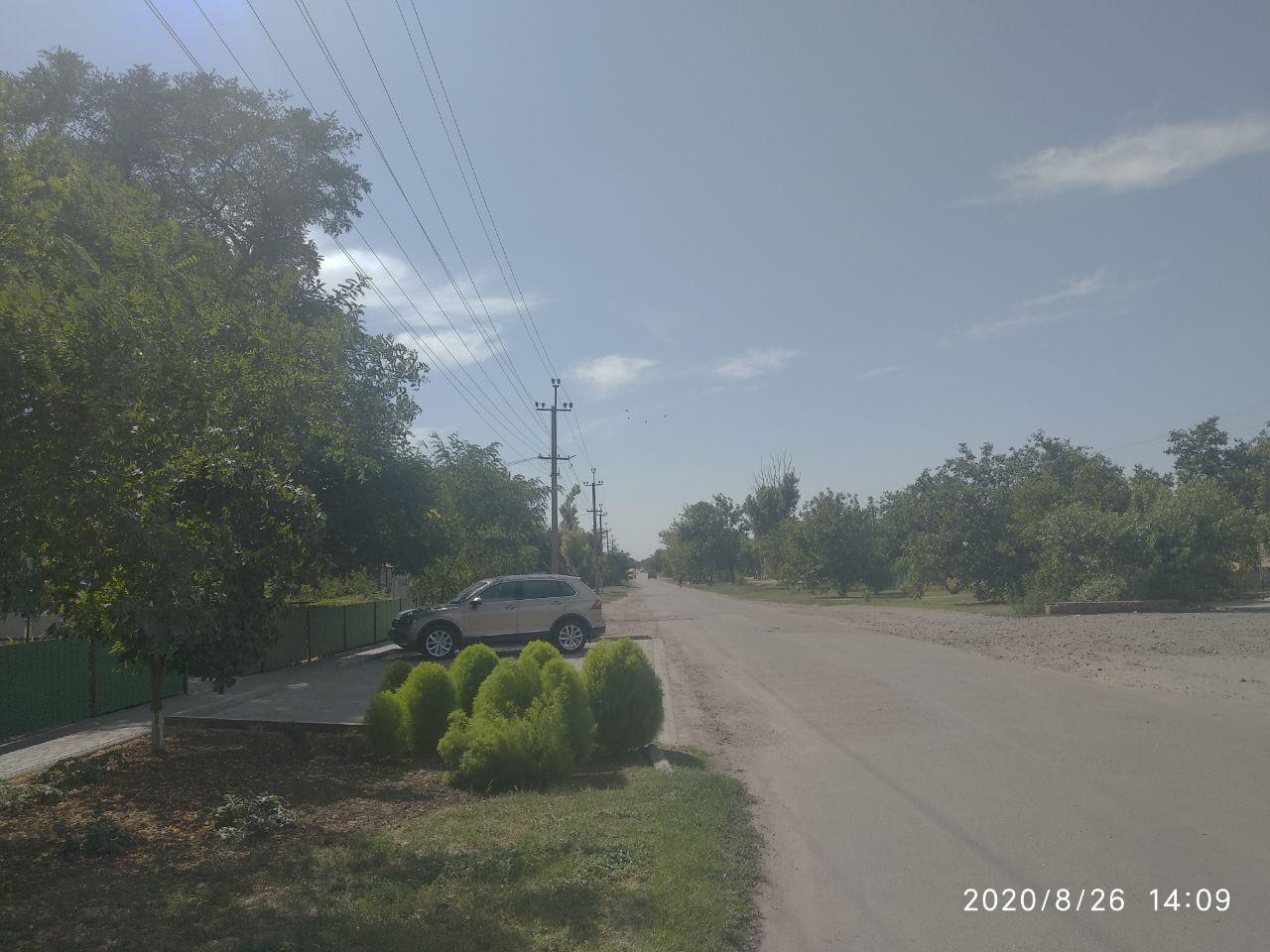
Одна з вулиць села

27 травня 2019 року Новгородківська сільська рада, в ході децентралізації, об'єднана з  Семенівською сільською громадою.
16 грудня 2019 року на загальному зібранні мешканцями села було вирішено перейменувати село Новгородківка та повернути йому історичну назву — Чехоград.
Прийнято відповідне рішення Семенівської сільської ради від 30 січня 2020 року «Про звернення до районної ради про перейменування села Новгородківка Мелітопольського району Запорізької області» та Мелітопольської районної ради від 25 лютого 2020 № 3 «Про надання згоди на перейменування села Новгородківка Семенівської сільської ради Мелітопольського району Запорізької області». Питання було розглянуте на засіданні постійної комісії Запорізької обласної ради з питань місцевого самоврядування адміністративно-територіального устрія та підтримано депутатами 10 червня 2020 року. Враховуючи звернення Мелітопольської районної ради до Запорізької обласної ради, а також з метою врахування думки громади села Новгородківка, цим проєктом рішення запропоновано порушити клопотання перед Верховною Радою України про перейменування села Новгородківка Семенівської сільської ради Мелітопольського району Запорізької області на село Чехоград.
29 липня 2021 року, в ході 4-ї сесії Запорізької обласної ради, депутати погодили клопотання щодо перейменування населеного пункту перед Верховною Радою України і підтримала клопотання про перейменування села Новгородківка на Чехоград.
29 червня 2023 року Верховна Рада України перейменувала село Новгородківка на село Чехоград.

## Економіка
- Україна, агрофірма, ТОВ.
- ТОВ «Виробниче сільськогосподарське підприємство „Консервний завод“».

## Об'єкти соціальної сфери
- Школа.
- Дитячий дошкільний навчальний заклад «Барвінок». Відкритий у вересні 1963 року. З 2000 по 2004 рік був закритий через відсутність фінансування. У 2004 році половина будівлі була відновлена і відремонтована. У 2008 році відкрилася і друга половина будівлі[7].
- Будинок культури.
- Фельдшерсько-акушерський пункт.
- Історичний музей.

## Пам'ятки
- У селі діє костел Пресвятої Трійці, споруджений у 1999 році. Меси служаться російською і чеською мовами. Костел відноситься до Запорізького деканату дієцезії Харкова-Запоріжжя.
- 24 листопада 2018 року, за ініціативою сільської громади, у селі відкрито пам'ятник односельчанам, загиблим від Голодомору у 1932—1933 роках[8].